# Ƽ
Ƽ (minuskuła: ƽ) – jest to litera alfabetu łacińskiego używana w języku zhuang od 1957 do 1986 r. do reprezentowania piątego tonu (IPA: ˧˥). W 1986 r. została zastąpiona literą Q.
Litera jest przebudowaną cyfrą 5.